# Here (álbum de Alicia Keys)
Here es el sexto álbum de estudio de la cantante y compositora estadounidense Alicia Keys. Se lanzó el 4 de noviembre de 2016 por RCA Records. El álbum se ubicó en el número dos en el Billboard 200 de Estados Unidos. En su primera semana de lanzamiento, se convirtió en el séptimo álbum de Keys en encabezar la lista de álbumes principales de R&B / Hip-Hop. Para mayo de 2017, había vendido 131.000 copias en todo el mundo.

## Antecedentes y grabación
Keys grabó Here en sesiones en Jungle City Studios y Oven Studios en Nueva York. Ella habló del proceso creativo para el álbum en una entrevista con la revista Citizens of Humanity: «La música para este álbum fue creada muy rápido, fue como llover todas las noches, como si acabaran de salir tormentas de música. Fue una locura porque nunca experimenté crear así; yo llegué sabiendo de qué quería comenzar a hablar. Sabía los temas que quería abordar y sabía a quién quería reunir para ayudarme a crear este poderoso viaje sonoro y lírico. Así que todo lo que hice fue con tanto intención de que cuando comenzó la música tenía sentido que llegara tan rápido. Probablemente hicimos 30 canciones en 10 días».

## Lanzamiento y promoción
El primer sencillo de la edición estándar del álbum, «Blended Family (What You Do for Love)», se estrenó el 7 de octubre de 2016 con el pedido anticipado del álbum. Un sencillo anterior, «In Common», había sido lanzado el 4 de mayo e interpretado por Keys en el episodio del 7 de mayo del programa de comedia Saturday Night Live; luego se incluyó en la edición de lujo del álbum. El 9 de octubre, Keys encabezó el concierto especial Here en Times Square, con presentaciones de pistas de álbumes y otras canciones con varios artistas invitados en Times Square de la ciudad de Nueva York. El especial fue transmitido por BET el 3 de noviembre. Here fue lanzado al día siguiente por RCA Records.
En la primera semana de lanzamiento del álbum, debutó en el número dos en el Billboard 200 de Estados Unidos y movió 50.000 unidades equivalentes a álbumes, de las cuales 42,000 fueron ventas de álbumes puros. Superó los mejores álbumes de R&B / Hip-Hop de Estados Unidos. El 26 de noviembre de 2016, convirtiéndose en el séptimo álbum número uno de Keys en la lista. Para mayo de 2017, el álbum había vendido 131.000 copias en todo el mundo.

## Lista de canciones
| Here (Edición estándar) |                                                                | |                                               |          |  |
| N.º                     | Título                                                         | Escritor(es) | Productor (s)                                 | Duración |  |
| 1.                      | «The Beginning (interlude)»                                    | Alicia Keys | Alicia Keys                                   | 1:04     |  |
| 2.                      | «The Gospel»                                                   | Keys, Mark Batson, Kasseem Dean, Shawn Martin, Robert Diggs, Jason Hunter y Corey Woods                                                                       | Keys, Batson, Swizz Beatz y DJ Silent Asassin | 3:01     |  |
| 3.                      | «Pawn It All»                                                  | Keys, Batson, Dean y Harold Lilly | Keys, Batson y Beatz                          | 3:10     |  |
| 4.                      | «Elaine Brown (interlude)»                                     | Keys | Keys                                          | 0:50     |  |
| 5.                      | «Kill Your Mama»                                               | Keys y Emeli Sandé | Keys                                          | 2:40     |  |
| 6.                      | «She Don't Really Care_1 Luv»                                  | Keys, Dean, Tyrone Johnson, Edwin Birdsong, Kamaal Fareed, Ali Shaheed Muhammad, William Allen, Roy Ayers, Walter Booker, Charles Stepney y DJ Silent Asassin | Keys, Swizz Beatz y Johnson                   | 6:07     |  |
| 7.                      | «Elevate (interlude)»                                          | Keys | Keys                                          | 0:48     |  |
| 8.                      | «Illusion of Bliss»                                            | Keys, Batson, Dean y Lilly | Keys, Batson y Swizz Beatz                    | 5:23     |  |
| 9.                      | «Blended Family (What You Do for Love)» (featuring ASAP Rocky) | Keys, Latisha Hyman, Dave Kuncio, Rakim Mayers, Brandon Aly, Edie Brickell, John Bush, John Houser y Kenneth Withrow                                          | Keys y Batson                                 | 3:31     |  |
| 10.                     | «Work on It»                                                   | Keys y Pharrell Williams | Keys y Williams                               | 3:34     |  |
| 11.                     | «Cocoa Butter (Cross & Pic Interlude)»                         | Keys | Keys                                          | 0:59     |  |
| 12.                     | «Girl Can't Be Herself»                                        | Keys, Batson, Lilly y Martin | Keys y Batson                                 | 2:39     |  |
| 13.                     | «You Glow (interlude)»                                         | Keys | Keys                                          | 0:25     |  |
| 14.                     | «More than We Know»                                            | Keys, Hyman, Batson, Lilly y Martin | Keys y Batson                                 | 4:35     |  |
| 15.                     | «Where Do We Begin Now»                                        | Keys, Batson y Lilly | Keys y Batson                                 | 2:47     |  |
| 16.                     | «Holy War»                                                     | Keys, Carlo Montagnese y Billy Walsh | Keys e Illangelo                              | 4:22     |  |
| 45:55                   |                                                                | |                                               |          |  |

| Here (Edición deluxe) |              |                                        |               |          |  |
| N.º                   | Título       | Escritor(es)                           | Productor (s) | Duración |  |
| 17.                   | «Hallelujah» | Keys y Jimmy Napes                     | Keys y Napes  | 3:09     |  |
| 18.                   | «In Common»  | Keys, Taylor Parks, Montagnese y Walsh | Illangelo     | 3:29     |  |
| 52:33                 |              |                                        |               |          |  |

| Here (Japanese version) |                                  |                                 |                          |          |  |
| N.º                     | Título                           | Escritor(es)                    | Productor (s)            | Duración |  |
| 19.                     | «In Common» (Black Coffee Remix) | Keys, Montagnese, Parks y Walsh | Illangelo y Black Coffee | 4:58     |  |
| 20.                     | «In Common» (Kaskade Remix)      | Keys, Montagnese, Parks y Walsh | Illangelo y Kaskade      | 4:22     |  |

## Posicionamiento en listas
| Listas (2016)                    | Mejor posición |
| -------------------------------- | -------------- |
| Alemania (Media Control Charts)  | 14             |
| Australia (ARIA)                 | 14             |
| Austria (Ö3 Austria Top 40)      | 22             |
| Bélgica (Ultratop) Flanders      | 12             |
| Bélgica (Ultratop) Wallonia      | 22             |
| Canadá Albums (Billboard)        | 10             |
| Escocia (OCC)                    | 39             |
| España (PROMUSICAE)              | 15             |
| Estados Unidos (Billboard 200)   | 2              |
| Estados Unidos (Top R&B/Hip-Hop) | 1              |
| Francia (SNEP)                   | 20             |
| Irlanda (IRMA)                   | 27             |
| Italia (FIMI)                    | 14             |
| Noruega (VG-lista)               | 16             |
| Nueva Zelanda (RMNZ)             | 24             |
| Países Bajos (Álbum Top 100)     | 12             |
| Portugal (AFP)                   | 15             |
| Reino Unido (OCC)                | 21             |
| Suecia (Sverigetopplistan)       | 21             |
| Suiza (Schweizer Hitparade)      | 5              |